# Добрина
Добрина́ (болг. Добрина) — село у Варненській області Болгарії. Входить до складу общини Провадія.

## Населення
За даними перепису населення 2011 року у селі проживали 232 особи.
Національний склад населення села:
| Національність   | Кількість осіб | Відсоток |
| ---------------- | -------------- | -------- |
| болгари          | 208            | 90,4%    |
| цигани           | 9              | 3,9%     |
| не визначились   | 0              | 0%       |
| Всього відповіли | 230            |          |

Розподіл населення за віком у 2011 році:
Динаміка населення: